# Sergio D’Asnasch
Sergio D’Asnasch (ur. 5 sierpnia 1934 w La Spezia) – włoski lekkoatleta, sprinter.
Zajął 5. miejsce w sztafecie 4 × 100 metrów na mistrzostwach Europy w 1954 w Bernie.
Zwyciężył w sztafecie 4 × 100 metrów (w składzie: Giovanni Ghiselli, D’Asnasch, Wolfango Montanari i Luigi Gnocchi) oraz zdobył brązowy medal w biegu na 100 metrów na igrzyskach śródziemnomorskich w 1955 w Barcelonie. Na igrzyskach olimpijskich w 1956 w Melbourne odpadł w ćwierćfinale biegu na 200 metrów. Włoska sztafeta 4 × 100 metrów z D’Asnaschem w składzie awansowała do finału mistrzostw Europy w 1958 w Sztokholmie, ale została w nim zdyskwalifikowana.
Był mistrzem Włoch w sztafecie 4 × 100 metrów w 1955 i 1956.
Rekordy życiowe:
- bieg na 200 metrów – 21,3 s (1957)